# Linycus nigriceps
Linycus nigriceps là một loài tò vò trong họ Ichneumonidae.